# ザカスピ州
ザカスピ州（ザカスピしゅう、ロシア語：Закаспийская область）は、中央アジアに設置されたロシア帝国の州（オーブラスチ）の1つ。首都はアシハバード（現在のアシガバード）。

## 地理
州の領域は、現在のトルクメニスタンおよび、ウズベキスタンのカラカルパクスタン共和国、カザフスタンのマンギスタウ州の一部に相当する。州の南側はイラン、アフガニスタンと国境を接し、東側はロシアの保護国であるブハラ・アミール国、ヒヴァ・ハン国と接していた。

## 歴史

### 前史
1869年8月22日、カスピ海東岸（ヒヴァ・ハン国）の占領が許可され、同年秋、N.ストレトフ大佐の部隊が上陸作戦を行い、クラスノヴォーツク要塞を築城した。1873年にヒヴァ戦争でコンスタンティン・フォン・カウフマンがヒヴァ・ハン国を占領、トルクメニスタン西部（旧ヒヴァ・ハン国）は、カフカース軍管区に属するザカスピ軍区（Закаспийский военныый отдел）と布告された。
1877年にオレンブルクとサマーラ間の鉄道が完成。1879年、同軍区に基づきザカスピ遠征隊が編成された（ロマキン、スコベレフ、アネンコフ）。1880年にザ・カスピ鉄道のうちカスピ海に面したUzun-Ada港から内陸都市 Kyzyl-Arvat （Gyzylarbat、現在のトルクメニスタンのSerdar）までを結ぶ路線が開通する。

### ザカスピ州

ザカスピ州の地図

1882年アシハバードを中心として、マングイシュラク郡、クラスノヴォツク郡、アハルテク郡の3郡を管轄するザカスピ州が設置された。1884年、メルヴ郡、テジェン郡が同州に併合された。1885年、ペンディン・オアシスが併合された。ザカスピ州の領域は1885年までにロシア帝国に征服され、1886年にザ・カスピ鉄道はアシガバートやメルブ（現在のマル）まで伸びた。
ザカスピ州は、当初チフリスのザカフカース総督管区の管轄下とされていたが、1888年にザカスピ鉄道のうち、トルキスタン総督府が設置されていたタシケントとアシハバード間の路線が開通したため、1890年、軍事省直轄とされ、アハルテク郡（後にアシハバード郡）、クラスノヴォツク郡、テジェン郡、チャルジョウ郡、メルヴ郡の5郡に区画された。1897年からは、トルキスタン総督府の管轄下に移管された。
1905年にはトルクメンバシからバクーへカスピ海を連絡する鉄道連絡船が登場した。1906年にはトランス・アラル鉄道（オレンブルク-タシュケント間）が完成し、トルクメンバシからオレンブルクまで繋がる。

### ロシア革命後

ソ連の中央アジア情勢（1922年）

ロシア革命の後、1921年にザカスピ州はトルキスタン自治ソビエト社会主義共和国内のトルクメン州として再編された。1924年には、中央アジアの民族境界画定工作が行われ、ザカスピ州の領域の大部分はトルクメン・ソビエト社会主義共和国に再編され、ウズベク・ソビエト社会主義共和国（タジク自治SSR、カラカルパク自治州）と分割された。
- トルクメン・ソビエト社会主義共和国 → トルクメニスタン
- ウズベク・ソビエト社会主義共和国・カラカルパク自治ソビエト社会主義共和国→ ウズベキスタン・カラカルパクスタン共和国
- カラ＝キルギス自治州（英語版） → キルギス自治ソビエト社会主義共和国 → キルギス・ソビエト社会主義共和国 → キルギス共和国（キルギスタン）

## 歴代統治者

### 州知事
- ピョートル・レルベルク　Пётр Рерберг（1881年3月28日 - 1883年）
- アレクサンドル・コマロフ Александр Комаров（1883年 - 1890年）
- アレクセイ・クロパトキン Алексей Куропаткин（1890年3月27日 - 1898年1月1日）
- アンドレイ・ボゴリュボフ Андрей Боголюбов（1898年 - 1899年）
- デアン・スボーチッチ Деан Субботич（1901年4月10日 - 1902年12月14日）
- エフゲニー・ウサコフスキー Евгений Усаковский（1902年12月14日 - 1905年12月5日）
- ウラジーミル・コサゴフスキー Владимир Косаговский（1905年12月5日 - 1908年2月10日）
- ミハイル・エフレイノフ Михаил Евреинов（1908年2月10日 - 1911年1月1日）
- フョードル・ショスターク Федор Шостак（1911年1月1日 - 1913年1月15日）
- レオニード・レシュ Леонид Леш（1913年1月15日 - 1916年）